# Jurij Ferme
Jurij Ferme, slovenski policist, pravnik in veteran vojne za Slovenijo, * 14. april 1963, Celje, † 28. oktober 2021, Nanos
V času slovenske osamosvojitvene vojne je bil komandir Postaje milice Ormož, ki jo je vodil med letoma 1987 in 1992.
Ferme je oktobra 2001 postal direktor Policijske uprave Maribor in 15. januarja 2007 direktor Policijske uprave Slovenj Gradec.
Diplomiral je na Visoki šoli za notranje zadeve v Ljubljani in na Pravni fakulteti ter opravil magisterij na Fakulteti za družbene vede v Ljubljani. Leta 2009 je na Fakulteti za družbene vede v Ljubljani opravil doktorat z naslovom Policijska uprava med regionalno samoupravo in državno upravo.

## Zasebno

### Smrt
Umrl je zaradi bolezni na strmi poti od Razdrtega proti Nanosu.

## Odlikovanja in nagrade
Leta 1992 je prejel častni znak svobode Republike Slovenije z naslednjo utemeljitvijo: »za izjemne zasluge pri obrambi svobode in uveljavljanju suverenosti Republike Slovenije«.